# Historia de Liga Deportiva Universitaria de Quito
La Historia de Liga Deportiva Universitaria de Quito se remonta a finales de 1918 y principios de 1919 con la instauración del equipo de fútbol amateur de la Universidad Central del Ecuador por entonces ubicada entre las calles García Moreno y Espejo en el centro histórico de la ciudad de Quito (hasta su traspaso a mediados de los cuarenta a su actual ubicación ubicado entre las Avenidas Universitaria y América). Años después, el 11 de enero de 1930, convocados por el emprendedor Dr. Bolívar León, se da inicio a la fundación oficial de la institución bajo el nombre Liga Deportiva Universitaria.
Disputa sus encuentros de local en el Estadio Rodrigo Paz Delgado, que posee un aforo completo para 55.000 personas (reglamentaria de 41.575 espectadores), siendo el segundo estadio de fútbol de mayor capacidad en el Ecuador y uno de los más grandes de Sudamérica. Hasta la fecha posee 31 títulos en fútbol: 3 amateurs, 6 regionales, 17 nacionales (13 ligas, 1 Copa Ecuador y 3 Supercopas Ecuador) y 5 internacionales, estos últimos son los de mayor importancia, a saber, la Copa Libertadores de América en 2008, la Copa Sudamericana en 2009 y 2023, y la Recopa Sudamericana en 2009 y 2010.
Su tradicional rival futbolístico es Sociedad Deportiva Aucas, con quien disputa el Superclásico de Quito. Es reconocido por la FIFA como uno de los equipos que han ganado tres torneos de la Conmebol. En junio de 2011 se ubicó en el puesto 11 del ranking mundial de clubes publicado por la IFFHS. Tiene la mejor posición histórica de un equipo ecuatoriano según la IFFHS ocupando el 90° lugar.
Algunos de los jugadores más importantes que pasaron por sus filas fueron Polo Carrera, Francisco Bertocchi, Armando Tito Larrea, Jorge Tapia, Ramiro Aguirre, Oscar Zubía, Carlos Ernesto Berrueta, Pietro Marsetti, Hans Ortega, Carlos Vladimir Páez, Danilo Samaniego, Ezequiel Maggiolo, Álex Escobar, Ramiro Tobar Ulises de la Cruz, Santiago Jácome, José Francisco Cevallos, Néicer Reasco, Paúl Ambrosi, Renán Calle, Luis Bolaños, Claudio Bieler, Damián Manso, Norberto Araujo, Hernán Barcos, Juan Manuel Salgueiro, Enrique Vera, Patricio Urrutia, Franklin Salas, Joffre Guerrón, Jayro Campos, Édison Méndez, Jorge Guagua, William Araujo, Walter Calderón, Diego Calderón, entre otros grandes.

## Historia

### Fundación

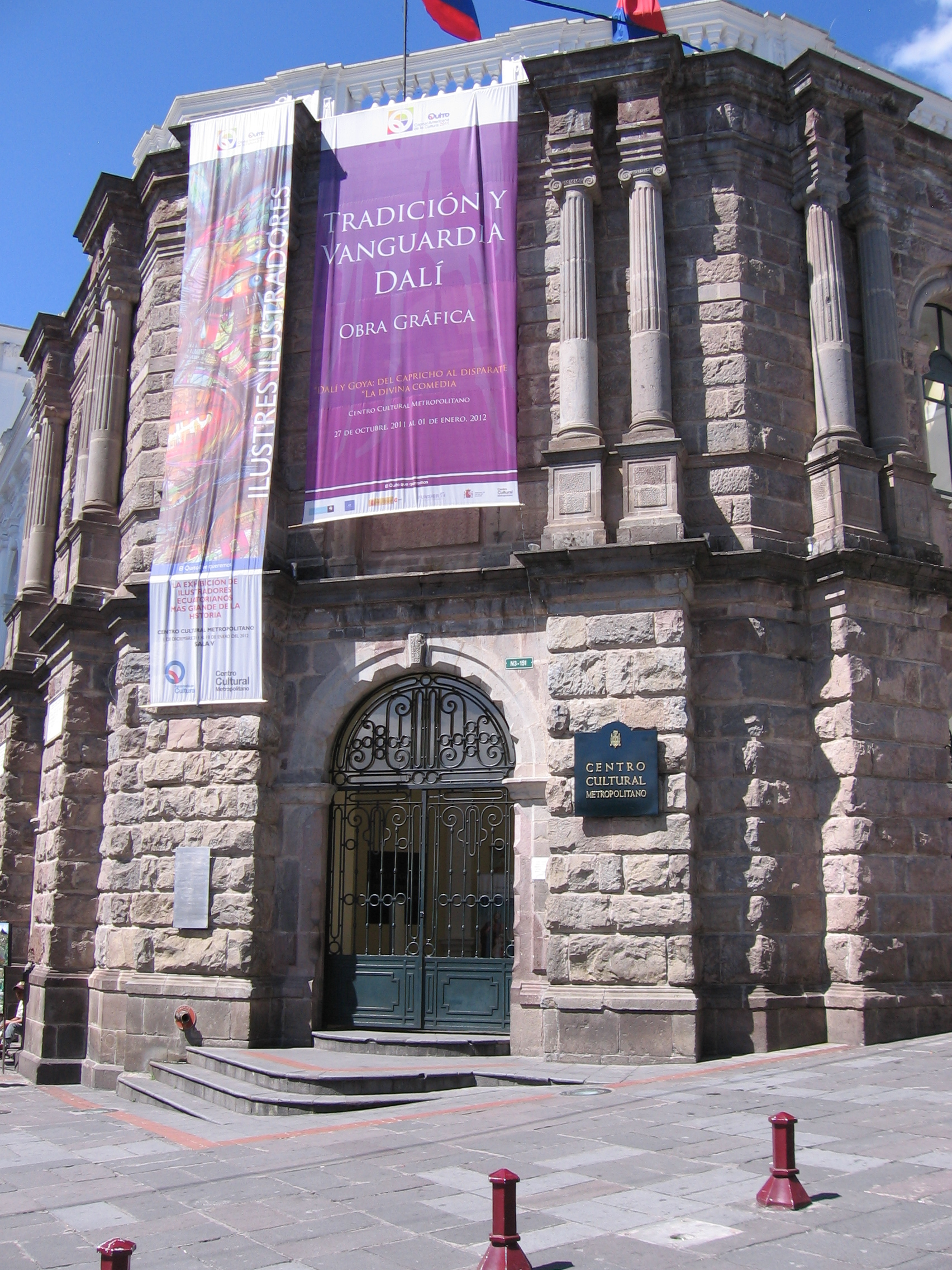
Edificio donde se fundó LDU.

Se inició originalmente en la Universidad Central del Ecuador (ubicada por entonces en el edificio del actual Museo Alberto Mena Caamaño entre las calles García Moreno y Espejo en el ex-Cuartel de la Real Audiencia de Quito) como un equipo de estudiantes de la Universidad, jugadores del Olmedo y del Libertad para formar el 23 de octubre de 1918 el "Club Universitario", bajo la dirección del Dr. César Jácome Moscoso, siendo el representante de la universidad y el antecedente del naciente club.
El 11 de enero de 1930, se reunieron estudiantes de la universidad y deportistas del "Club Universitario", convocados por el entonces presidente del club Dr. Bolívar León y presididos por el rector de la universidad el Dr. Aurelio Mosquera Narváez para dar inicio a una historia de triunfos con la fundación del club que sería llamado jurídicamente con el nombre oficial de "Liga Deportiva Universitaria". En esos días Liga contaba con varias disciplinas deportivas entre las que podemos mencionar: fútbol, baloncesto, atletismo, natación, tenis, andinismo, ciclismo y ajedrez. Contrario a lo que se cree, el nombre oficial no cuenta con las palabras "de Quito".
El presupuesto inicial del equipo fue de 500 sucres, los deportistas de la "Liga Deportiva Universitaria" terminaban sus clases y se dirigían a las canchas de El Ejido, con palas y picos para armar los arcos y así poder entrenar y jugar, también tenían que solventar sus propios gastos, uniformes, vendas y pomadas. El Dr. León a más de ser el director Técnico y jugador del club, fue quien diseñó el primer uniforme con las siguientes características: camiseta y pantalonera blancas, en representación a la Facultad de Medicina, con un escudo en el pecho; el escudo llevaba las letras "UC" blancas dentro de un triángulo azul y rojo, los cuales son las iniciales y los colores de la Universidad Central del Ecuador. Ese primer equipo contó con figuras como: Bolívar León, Carlos Andrade Marín, Enrique Mosquera, Alfonso Cevallos, Alfonso Troya, "El Mono" Icaza, entre otras personalidades.

### Acta de Fundación de Liga Deportiva Universitaria
Quito, 13 de enero de 1930

Señor Bolívar León, Director de Liga Deportiva Universitaria

«Me es honroso llevar a conocimiento a Ud. Que la Junta General de Estudiantes aficionados al deporte, previamente convocados por el Señor Rector de la Universidad Central del Ecuador y presididos por él, en sesión del 11 de los corrientes, con el fin de constituir Liga Deportiva Universitaria, nombró un Director Provisional, del que Usted forma parte como Director de Liga Deportiva Universitaria. Al comunicar la acertada elección recaída en su persona, sírvase aceptar mi felicitación sincera y los votos que hago porque la naciente entidad corone con éxito sus fines.»

Dr. Aurelio Mosquera Narváez 
Rector de la Universidad Central del Ecuador.

### Acta de Reconocimiento Oficial de Liga Deportiva Universitaria en la Universidad Central
Quito, 12 de diciembre de 1930

Certificado

Los miembros estudiantiles que integran la Liga Deportiva Universitaria, por medio de una exposición, se dirigieron al Consejo Directivo de la Universidad, con el objeto de que expida una resolución, tendiente a conseguir que los deportistas estudiantes que pertenecen a otras agrupaciones, independientes de este Plantel, fortifiquen las filas universitarias, por un espíritu de clase y en atención a que es menester conservar robustamente el sentimiento deportivo estudiantil; ya que, en Corporaciones ajenas a la Universidad, existen numerosos alumnos que constituyen un valor positivo en el deporte.

En esta virtud, el Consejo Universitario, expidió el siguiente Acuerdo:

El Consejo Universitario de la Central

Cosiderando:

Que el numeral 19 del Art. 5Q de los Estatutos de la Universidad le impone la obligación de fomentar la cultura física de los alumnos, como parte esencial de su educación se sometan a la disciplina de un organismo directivo:

Acuerda:

Primero.- Reconocer a la Liga Deportiva Universitaria, formada en la Central, como dependencia oficial de esta.

Segundo.- Los Alumnos de la Universidad que practiquen un deporte estarán obligados a formar parte en los equipos para las competencias deportivas.

Tercero.- La negativa injustificada a dar cumplimiento a la disposición anterior, será considerada como actitud contraria del alumno al decoro y prestigio del plantel, de conformidad con el Art. 85 de los Estatutos.

Dr. Aurelio Mosquera Narváez 
Rector.

### Décadas de los 30 y 40: Era amateur (1930-1953)

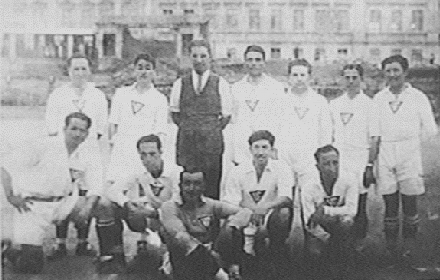
Equipo de 1930 (al centro el Rector de la UCE Dr. Aurelio Mosquera Narváez).

En 1932, se jugó un campeonato de primera categoría de la provincia de Pichincha. Este campeonato lo jugaron cinco equipos: Liga, Gladiador, Gimnástico, Athletic y Cleveland (todos, salvo Liga, desaparecidos). Liga ganó todos los partidos. El cotejo final se lo jugó el 19 de junio de 1932 en el Estadio Municipal de “El Ejido”. Liga se coronó campeón de fútbol de Quito al derrotar por 4 a 0 al conjunto del Gladiador. Los goles los marcaron Humberto Freire, Alejandro Dávalos (2) y Humberto Yánez. En ese equipo se destacaban además: Jorge Zapater, Eduardo Flores, Alfonso Cevallos, César González, Jorge Vallarino, Jorge Naranjo, Bolívar León, César Jácome y Ernesto García, el técnico y jugador era Bolívar León. Así LDU obtuvo su primer título.
Durante los siguientes años, Liga fue creciendo de a poco, afianzando sus cimientos. El título de Campeón Amateur de Pichincha no se repitió; sin embargo, durante la década de los cuarenta, Liga empezó a ganarse la chapa de "La Bordadora", por el juego atildado, de toque y efectividad que brindaban a la afición las figuras que vestían su camiseta.
Otro hecho importante que se registra en esta década, es el nacimiento del Súper Clásico capitalino, el Liga vs. Aucas, fue el 18 de febrero de 1945, la Asociación de Fútbol de Pichincha, decide conceder un cupo en la máxima categoría y los dos equipos disputaban ese cupo.
El partido terminó empatado a un gol por bando. Esto hizo necesario que se jugara un segundo partido que se disputó el 11 de marzo de 1945, Liga se adelantó con dos goles, pero Aucas logró el empate. Esta situación obligó a que la Asociación de Fútbol de Pichincha ante la imposibilidad de prorrogar el inicio del campeonato de 1945 resuelva incluir a los dos equipos en la Primera categoría del fútbol de Pichincha. Así nació la rivalidad entre los dos equipos.
En los años 50, Liga consigue su primer bicampeonato, hablamos del torneo que se realizaba por ese entonces en la ciudad capital. En 1952 Liga venció al Gimnástico (ahora ya desaparecido) por 2 a 1 y al siguiente año Liga derrotó al cuadro de San Lorenzo de La Vicentina (también desaparecido) por 1 a 0.

### Década de los 50: El profesionalismo

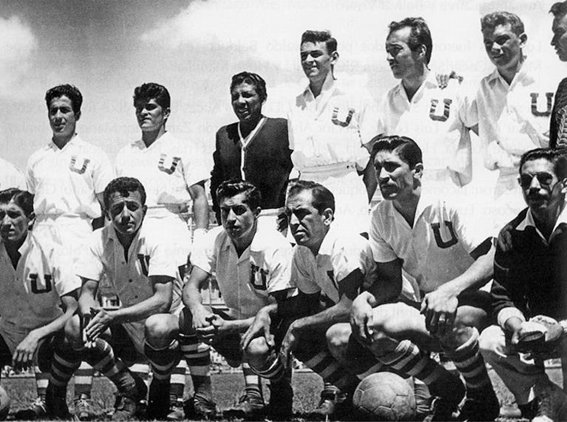
Liga Deportiva Universitaria campeón profesional Interandino 1958.

En 1953 la naciente Asociación de Fútbol No Amateur de Pichincha (AFNA), dio la luz para que un año más tarde (1954) cambió del amateurismo al profesionalismo se juegue el primer campeonato profesional.
Como en ese entonces solo existían tres equipos profesionales (Aucas, Sociedad Deportiva Argentina (hoy Deportivo Quito) y el ya desaparecido España) se realizó un sorteo entre Liga y San Lorenzo de La Vicentina (ahora ya desaparecido) para ser el cuarto integrante para el torneo, la mecánica para elegir al elegido fue muy singular, dos papeles con el nombre de los aspirantes y el resultado: Liga se sumó a los otros tres equipos.
Al final de este campeonato, Liga derrota al equipo Argentina (antecesor de Deportivo Quito) por el marcador de 4 a 2. De la misma manera Liga consigue el campeonato de AFNA en 1958 de la mano de Roberto “El Pibe” Ortega (exjugador del Emelec) venciendo en esta oportunidad al desaparecido España por 3 a 0.

### Década de los 60
Entre 1960 y 1961 LDU consigue el primer bicampeonato en la era de los campeonatos de AFNA, Eduardo y Mario Zambrano Iturralde junto a Hugo Mantilla fueron de los protagonistas de estos triunfos, los rivales a los que derrotó LDU fueron el Deportivo Quito y el desaparecido España respectivamente.
El segundo bicampeonato de AFNA para LDU fue en los años de 1966 y 1967, el técnico era José María Ocampo “El Mariscal” y contaba con figuras como Polo Carrera, Armando Tito Larrea, Ramiro Tobar, Hugo Mantilla, Washington Román, entre otros.

#### Primer Campeonato Nacional

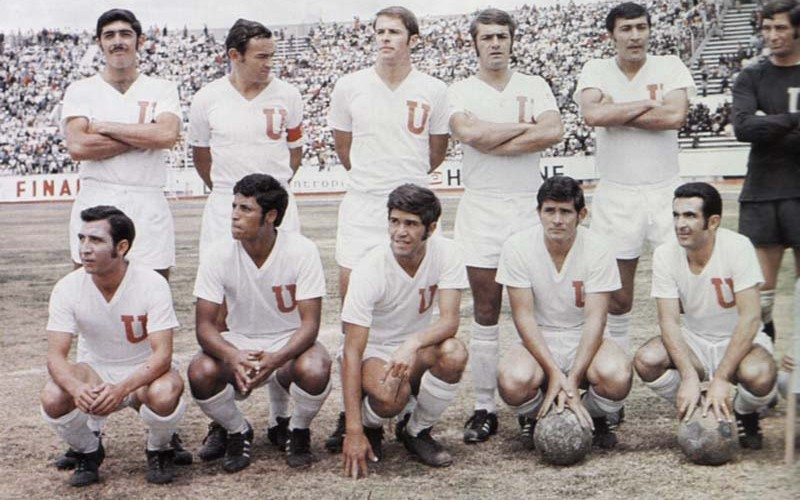
Equipo de LDU de 1969, campeón nacional de ese mismo año.

El primer Campeonato Nacional de LDU fue el de 1969. Con una campaña espectacular derrotando al Everest de Guayaquil por 3-1, y de la mano del estratega brasileño José Gomes Nogueira en el banquillo, el equipo universitario se coronó campeón.
En sus filas contaba con grandes jugadores como Francisco "El Tano" Bertocchi quien fue artillero con 26 tantos. Bertocchi uruguayo de nacimiento llegó a Liga de Quito en 1968 para reforzar al equipo, sin embargo en 1968 su participación fue muy pobre y de muy bajo rendimiento. Al finalizar la temporada los hinchas de Liga querían inmediatamente la salida del jugador uruguayo, sin embargo la dirigencia alba decidió mantener al jugador por otra temporada más. Para 1969 que sería el año en el que Liga llegaría a conseguir primer título, Bertocchi se convertiría en el máximo goleador del campeonato, devolviendo a los hinchas de Liga la alegría y dándole la razón a los dirigentes por haberlo mantenido en el equipo. Eduardo Zambrano Iturralde, César "El Flaco" Muñoz, Enrique Portilla, Ramiro Tobar, Armando "Tito" Larrea, Jorge “Cacique” Tapia, Carlos Ríos, Santiago Alé, Miguel Salazar, César Mantilla, Marco Moreno, Roberto Soussman, entre otros. El subcampeón fue América de Quito.
El "Tano" Bertocchi terminó como máximo goleador del torneo, en este campeonato anotó 8 goles en un solo partido, fue en el encuentro contra América de Ambato el 26 de octubre de 1969, este partido terminó 11 a 0 en favor de LDU y es hasta la fecha la máxima goleada de los campeonatos nacionales.
Este campeonato le permitió a LDU participar por primera vez en la Copa Libertadores.

### Década de los 70
Por primera vez en su historia LDU juega la Copa Libertadores, consiguiendo su primer triunfo en el torneo ante Universitario de Perú por 2 a 0 el 15 de febrero de 1970 y clasificando hasta la segunda fase del torneo. En la Copa Libertadores de 1970 el goleador del torneo fue Francisco Bertocchi jugador de LDU con 9 goles.
En 1972 descendió a la Segunda Categoría de Pichincha dentro del Fútbol Ecuatoriano. El formato del torneo de ese año indicaba que el último de cada asociación debía descender y a partir del año siguiente (1973) la primera categoría se dividía en A y B. Todo se sentenció con la derrota final ante la Universidad Católica el 28 de enero de 1973 por 2 a 1. LDU perdió la categoría y descendió a la Segunda Categoría de Pichincha por primera y única vez en su historia.
En 1973, LDU jugó por primera y única vez en la Segunda Categoría de Pichincha. Fueron dos vueltas para siete participantes: LDU, Aucas, Politécnico, San Lorenzo de La Vicentina, Puebla Junior de Chimbacalle, Shyris y 10 de agosto. LDU en la Segunda Categoría de Pichincha de 1973 jugó 12 partidos, ganó 12 encuentros, no empató, ni perdió ninguno, sumando un total de 36 puntos, marcó 47 goles y recibió 8, en definitiva fue invicto. El penúltimo partido del cuadro albo en la Segunda Categoría de Pichincha de 1973 lo disputó ante el Aucas el 17 de noviembre de 1973. El partido terminó con una victoria de 3 a 1 en favor de LDU, resultado que le permitió ocupar el primer lugar del torneo coronándose como campeón invicto del Campeonato Provincial de Ascenso de la Segunda Categoría de Pichincha de 1973, y así consiguió su ascenso a la primera división Serie B de 1974.
En 1974, LDU jugó por primera vez en la Serie B, bajo la conducción del técnico colombiano Leonel Montoya. Fueron dos vueltas para siete participantes: LDU, Aucas, América, 9 de Octubre, Everest, Olmedo, Manta Sport y Carmen Mora. LDU en la Primera Etapa de la Serie B de 1974 jugó 14 partidos, ganó 9 encuentros, empató 3, perdió 2, sumando un total de 21 puntos, marcó 29 goles y recibió 12, el equipo se estrenó ante el Olmedo de Riobamba en el Estadio Olímpico Atahualpa. Ganó con un claro 3 a 1 con dos goles de Ramiro Aguirre y uno de Jorge Tapia remontando un inicial 1 a 0. El penúltimo partido del cuadro albo en la Primera Etapa de la Serie B de 1974 lo disputó ante el Aucas el 28 de julio de 1974. El partido terminó con una victoria de 3 a 1 en favor de LDU, resultado que le permitió ocupar el primer lugar del torneo y consiguió su ascenso a la segunda etapa de la primera división Serie A de 1974.

#### Bicampeón 1974-1975

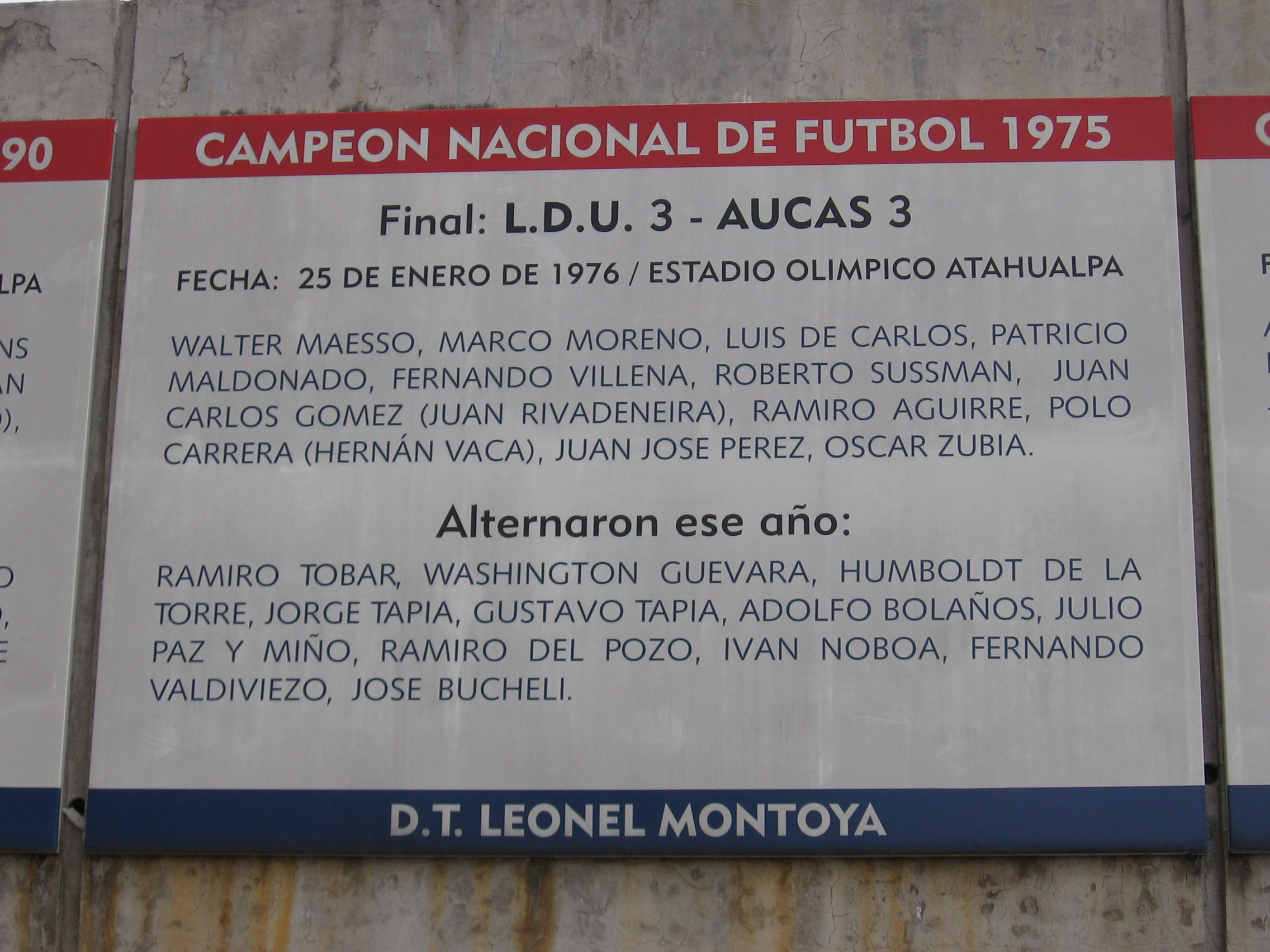
Plantel bicampeón en 1975.

El regreso de LDU a la Serie A, se produce oficialmente el 11 de agosto de 1974, en un encuentro ante la Universidad Católica, justamente contra quien había jugado el último partido en la Serie A de 1972.
Un sitio especial en la historia de LDU merece el bicampeonato de 1974 - 1975 cuando LDU venía de jugar en segunda categoría en 1973 y en la Serie B en 1974, ascendió y se coronó campeón nacional por dos años consecutivos.
En 1975 el equipo albo se consagró nuevamente campeón cuando Aucas soñaba con su primer título nacional. El empate 3 a 3 dio al traste con dichas aspiraciones. LDU acariciaba su clasificación a Copa Libertadores y se postulaba al título. En el partido decisivo los dirigidos por el estratega colombiano Leonel Montoya brindaron un espectáculo. La vuelta fue mucho más difícil, pero sirvió para darle más brillo a esa tercera estrella. Los goles los convirtieron Polo Carrera en 2 ocasiones y Ramiro Aguirre, logrando así el tercer título nacional para LDU en el Estadio Olímpico Atahualpa. El equipo de la Universidad Central consiguió su primer bicampeonato. Grandes jugadores contribuyeron con su talento para estos logros: Polo Carrera, Oscar Zubía, Jorge “Cacique” Tapia, Gustavo Tapia, Walter Maesso, Juan Carlos Gómez, Washington Guevara, Patricio Maldonado, Ramiro Aguirre, Luis De Carlos, Juan José Pérez, Hernán Vaca, Roberto Soussman, Adolfo “Pulpo” Bolaños, Juan Rivadeneira, Fernando Villena, entre otros. El técnico era el colombiano Leonel Montoya.

21 de marzo de 1976, Estadio Olímpico Atahualpa / Quito, Copa Libertadores. LDU 4 - Guabirá 0.

En 1975 y 1976 disputó las semifinales de la Copa Libertadores, engrandeciendo más su nombre, esta vez a nivel internacional.
Con el dinero recaudado de la participación de LDU en Copa Libertadores de 1975 se logró construir el El Country Club de Liga en Pomasqui idealizado por Rodrigo Paz, dirigente del club, y cuya inauguración ocurrió el 19 de noviembre de 1977.
En esta década LDU participó en su cuarta Copa Libertadores en el año 1978 quedando eliminada en primera fase. Al final de la Primera Etapa de la Serie A de 1978 descendió por primera vez a la recién creada Serie B (creada en 1971) disputando su último partido el 13 de agosto de 1978 ante el Técnico Universitario de Ambato. Al final del partido el equipo cayó 2 a 1, lo que consumó el descenso del club albo a la Serie B. LDU perdió la categoría después de casi 6 años.
En el Segundo Semestre de 1978, LDU jugó por segunda vez en la Serie B. Fueron dos vueltas para doce participantes: LDU, Aucas, América, 9 de Octubre, Everest, LDU de Cuenca (su tocayo cuencano, otra Liga), Olmedo, Audaz Octubrino, Deportivo Quevedo, Manta Sport, Milagro S.C. y Luq San. LDU en la Segunda Etapa de la Serie B de 1978 jugó 22 partidos, ganó 10 encuentros, empató 9, perdió 3, sumando un total de 29 puntos, dos más que el América que a la postre se coronó campeón de la segunda etapa de aquel torneo del 78, marcó 42 goles y recibió 17. El equipo se estrenó ante el América de Quito en el Estadio Olímpico Atahualpa. El último partido del cuadro albo en la Serie B de aquel semestre lo disputó ante el Luq San el 17 de diciembre de 1978. El partido terminó con una victoria de 3 a 1 en favor de LDU, resultado que le permitió coronarse como subcampeón de la Segunda Etapa de la Serie B de 1978, y así consiguió su ascenso a la primera división Serie A de 1979.

### Década de los 80
Con la década de los 80 llegó una época oscura de ausencia de títulos para los albos, los mejores resultados fueron en el año de 1981 con el subcampeonato nacional y los dos terceros lugares obtenidos en los años de 1984 y 1988. La participación en la Copa LIbertadores de 1982 no fue buena. Los años 80´s permite el aparecimiento de dos notables delanteros, José Moreno actualmente radicado en España y Pedro Mauricio Muñoz y los nacionales Fernando Villena, Patricio Gallardo, El “Tiburón” Figueroa, El “Chiche” Cáceres, Samaniego, Hernán Vaca.
La confirmación de una calidad que no tuvo límites, como la de Polo Carrera y Ricardo Armendáriz, de los brasileños Alcides de Oliveira, Paulo César y Janio Pinto, los internacionales como Mario Bianchini, Lazarini, Severiano Pavón, de los peruanos Guillermo De la Rosa, Julio César Antón y Domingo Farfán.
En esta década se produce el retiro del más grande jugador de la historia de LDU, Polo Carrera, en un partido frente al Grasshopper Club Zürich de Suiza.

### Década de los 90

#### 1990: Campeón luego de 14 años
El cuarto título nacional también es de mucha recordación entre la hinchada blanca. Luego de 14 años en los que solo se consiguieron 2 subcampeonatos en 1977 y 1981 vino 1990.
En la liguilla final llegó como el más débil de los equipos clasificados, incluso en las fases iniciales estuvo a punto de descender, pero a fuerza de garra y buen fútbol inició una levantada impresionante que le llevó al campeonato. El técnico fue uno de los ídolos futbolísticos del club, Polo Carrera y contó con jugadores de notable entrega y talento como Carlos Ernesto Berrueta, Pietro Marsetti, Hans Ortega, Hugo Benito Vílchez, Patricio Gallardo, Hernán Castillo, César Mina, Juan Guamán, Mauricio Argüello, Eduardo Zambrano Martínez, Carlos Vladimir Páez, Danilo Samaniego, Diego Herrera, entre otros.
El 23 de diciembre de 1990 en el Estadio Olímpico Atahualpa, LDU se coronó por cuarta vez como campeón nacional, derrotando en el partido decisivo 3 a 1 a Barcelona con goles de Hans Ortega y de Carlos Ernesto Berrueta en dos oportunidades. En la Copa Libertadores de 1991 LDU clasificó hasta octavos de final donde fue eliminado por Atlético Nacional de Colombia.
1996 fue un mal año futbolístico para Liga Deportiva Universitaria donde hubo una severa crisis institucional y deportiva. Tras la salida del brasileño Sócrates y los ecuatorianos Carlos Sevilla y Alfredo Encalada, el equipo quedó prácticamente al borde del descenso. Después de los últimos partidos de la temporada 1996, bajo la dirección técnica de Francisco Bertocchi, LDU logró salvar la categoría con una goleada 6-0 ante la Liga de Portoviejo (su tocayo manaba, otra Liga), imponiéndose con goles de Diego Herrera x3, Paúl Guevara x2 y Miguel Mina un 8 de diciembre de 1996, casi tres meses antes del inicio de una nueva era del equipo albo con la inauguración del Estadio Rodrigo Paz Delgado.

#### Segundo bicampeonato: 1998-1999

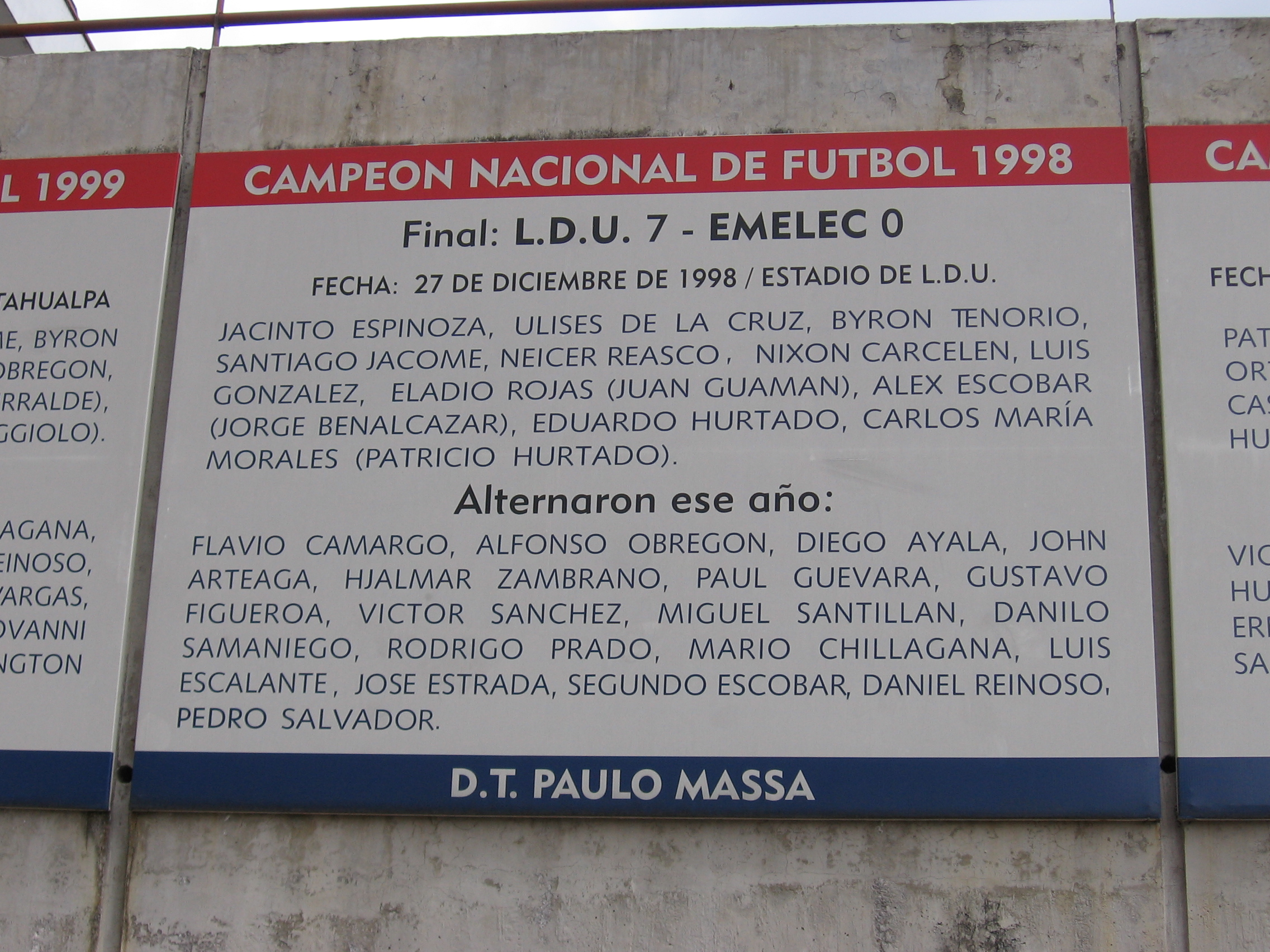
Plantel de 1998.

Durante el inicio de la nueva etapa para Liga Deportiva Universitaria y de la inauguración de su estadio, el fútbol de elegancia y vistosidad regresó al patrimonio de LDU. Luego de una gran campaña, clasificó a la Copa Conmebol de 1998 pero lamentablemente no pudo alcanzar el cetro en 1997.
Al año siguiente las cosas fueron diferentes y LDU se coronó campeón nacional por quinta vez. Teniendo como principal dirigente a Rodrigo Paz Delgado, encargado de manejar al equipo nuevamente después del bicampeonato 74 - 75, en 1998, LDU luego de derrotar por 7 a 0 en la ciudad de Quito a Emelec, con goles de Ulises de la Cruz en tres ocasiones, Eduardo Hurtado en dos ocasiones, Alex Escobar y un autogol de Pavel Caicedo, volvió a ser campeón ecuatoriano y rompió una racha de 8 años sin títulos ni clasificaciones a la Copa Libertadores.
El equipo fue dirigido por el brasileño Paulo Massa, y destacaron jugadores como Eduardo Hurtado, Ulises de la Cruz y Alex Escobar, terminando así con los malos resultados que hasta entonces se habían dado en la década de los 90. A los mencionados jugadores se sumaron Néicer Reasco, Jacinto Espinoza, Byron Tenorio, Santiago Jácome, Nixon Carcelén, Alfonso Obregón, Luis González, Patricio Hurtado, Carlos María Morales, entre otros.

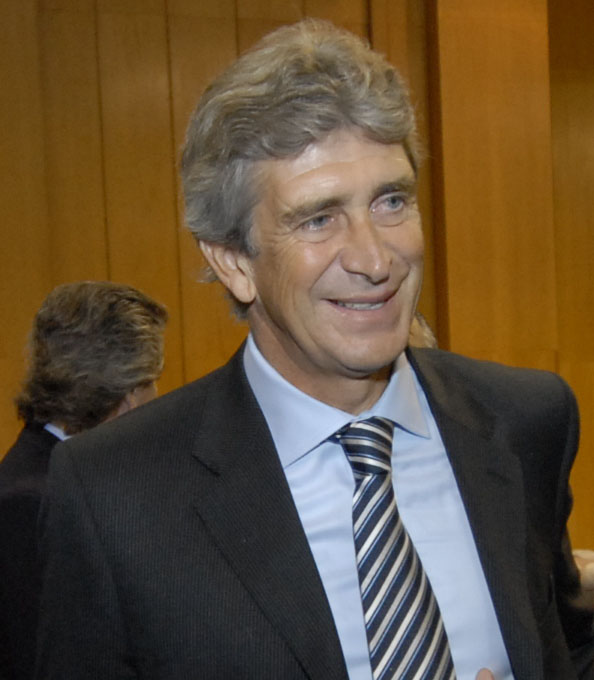
Manuel Pellegrini, técnico de Liga en 1999.

En 1999 llegó a los octavos de final de la Copa Libertadores, después de clasificar en su grupo junto a Emelec dejando eliminados a Blooming y Wilstermann de Bolivia con quienes compartían grupo. En octavos de final enfrentó a River Plate de Argentina, perdiendo 1 a 0 en el estadio Monumental y obteniendo un triunfo por el mismo marcador en su estadio. Esto llevó a una tanda de penaltis, en la que Escobar fallaría un penal decisivo, otorgando así el paso de River Plate a cuartos de final del torneo continental. Sin embargo, de la mano del estratega chileno Manuel Pellegrini, LDU se consagró campeón ecuatoriano de 1999, con la misma base del equipo del año pasado más el refuerzo de los extranjeros Ricardo "El Gato" Pérez y Ezequiel Maggiolo consiguió el segundo bicampeonato de su historia derrotando en el partido decisivo 3 a 1 a El Nacional con goles de Eduardo Hurtado en dos oportunidades y de Ezequiel Maggiolo.

### Década de los 2000
Mala participación en la Copa Libertadores del año 2000, en la cual quedó último lugar en el Grupo 3, encuadrado por el América de México, el Olimpia de Paraguay y el Corinthians de Brasil, con un juego muy distinto al que siempre caracterizó al equipo albo. Fue un año de crisis económica, deportiva e institucional, incluso descendió a la Serie B disputando su último partido en ese año ante el Olmedo de Riobamba el 5 de noviembre de 2000. Al final del partido el equipo riobambeño empató 3 a 3, lo que consumó el descenso del club albo a la Serie B. LDU perdió la categoría después de 22 años.
En el 2001, LDU jugó en la Serie B, con la conducción del técnico argentino Julio “Turco” Asad (extécnico del Olmedo de Riobamba). Su estreno fue el 18 de febrero de 2001 ante Audaz Octubrino de Machala en el Estadio Casa Blanca. Ganó con un claro marcador 3 a 1 con dos goles de Óscar Pacheco y uno de Diego Ayala.
Jugó 36 partidos, ganó 22 encuentros, empató 9, perdió 5, sumando un total de 75 puntos, marcó 75 goles y recibió 32. El goleador azucena fue el argentino Óscar Fernando Pacheco con 27 anotaciones. Cuatro fechas antes de la finalización del certamen se aseguró el ansiado retorno al golear 4 a 3 al Santa Rita de Vinces en la Casa Blanca, LDU logra un claro triunfo, y desde este partido la escuadra quiteña comenzó a distanciarse claramente de sus rivales, así el 14 de octubre llega con una amplia ventaja para enfrentarse a Deportivo Cuenca, necesitando solo de un punto para el tan ansiado ascenso, en el estadio Casa Blanca en su totalidad de casi 12.000 personas, LDU alcanzó el ascenso a la Serie A y el campeonato de la Serie B, retornando a la serie de privilegio tras 343 días. Con una extraordinaria campaña consiguió el ascenso a la Serie A. El campeonato fue muy disputado hasta la última fecha. Liga se mantuvo puntero durante la mayor parte del torneo, pero siempre logró despegarse de sus principales competidores Deportivo Cuenca, Deportivo Saquisilí y Técnico Universitario, llegando todos con chances hasta el final del campeonato. El último partido del cuadro albo en la Serie B lo disputó ante el Deportivo Quevedo el 27 de octubre de 2001. El partido terminó con una contundente goleada de 5 a 0 a favor de LDU, resultado que le permitió ocupar el primer lugar del torneo, ganando de esa manera su retorno a la serie de privilegio para la temporada 2002 y consumó su regreso a la tierra prometida. Aquí de victorias sería definitiva, sería la última en la división de ascenso. La Liga no volvería a pisar en la Segunda División. En este año tras la salida de algunos jugadores, el equipo apeló a sus divisiones inferiores, de donde salieron destacadas figuras como Carlos Tenorio, Franklin Salas, Paul Ambrosi, entre otros. La LDU finalizó con un total de 75 puntos (22 PG, 9 PE y 5 PP) y 75 goles a favor y 32 en contra y se adjudicó el torneo, con nueve puntos más que el Deportivo Cuenca, su escolta.
El regreso a la Serie A en 2002, trajo consigo gran expectativa nacional, se produjo oficialmente el 2 de febrero de 2002 con el empate 1 a 1 ante Olmedo en el Estadio Olímpico de Riobamba y el 9 de febrero de 2002 jugó su primer partido de local luego de ascender ante el Macará en un encuentro que ganó con el marcador de 2 a 1 a favor de los albos en la Casa Blanca. Durante el receso del Mundial de Corea y Japón, ya sin Julio Asad en su cargo de entrenador para que asumiera Héctor Rivoira, que en su primera declaración manifiesta la intención de recuperar el pasado del club, haciendo hincapié en su estilo clásico y la necesidad de volver a jugar un buen fútbol que alegre a los fanáticos. Además, los dirigentes se preparaban para devolverle al club la fortaleza institucional y deportiva que se había perdido en los dos últimos años. Fue un año medianamente bueno, tras la vuelta a primera, afrontó el Campeonato Nacional 2002, finalizó sexto lugar de la tabla de posiciones en la Primera Etapa y en el tercer lugar de la tabla de posiciones en la Segunda Etapa, clasificando a la Liguilla Final. Al final de la temporada LDU ocupó la cuarta posición en la Liguilla Final del campeonato, detrás del Emelec, Barcelona y El Nacional.

#### 2003: De vuelta a la gloria
En 2003 los esfuerzos por devolver a Liga Deportiva Universitaria al sitial de honor que le correspondía en el fútbol ecuatoriano rendirían frutos. El club dejó atrás la crisis financiera y el período de malas rachas. El mejor ejemplo de esto fue que el equipo consiguió coronarse campeón nacional en 2003 tras el doloroso descenso del año 2000 se rompió y cortó el maleficio, el ayuno y el hechizo de 4 años sin conseguir títulos además el descenso a la Serie B en 2000, la ausencia del equipo albo en la Serie A en un solo año durante 2001 un año de infierno para el equipo albo, el rápido ascenso y regreso del equipo albo a la Serie A y el intento de conseguir el título debido a luchar el título por un intento objetivo del club albo en 2002 para el equipo albo. Tres años después de haber sido condenado al descenso, Liga se consagró campeón del fútbol nacional derrotando a El Nacional 2 a 1 con goles de Patricio Urrutia y Néicer Reasco. De la mano del técnico uruguayo Jorge Fossati y de importantes figuras como el paraguayo Carlos Espínola, el argentino Martin Ojeda, el manabita Alfonso Obregón, Franklin Salas, Paul Ambrossi, Patricio Urrutia, Cristian Carnero, Ignacio Risso, Virgilio Ferreira, Luis Bertoni Zambrano y el "maestro" Alex Escobar, El cuadro albo cerró el capítulo más negro de su historia, que incluyó cuatro años sin títulos y su último descenso a la Serie B del fútbol ecuatoriano. LDU, que en 2000 había sufrido el último descenso en 70 años de vida, 21 años de permanencia y 22 años consecutivos de permanencia, logró un rápido regreso a la élite del fútbol ecuatoriano y dos años después un nuevo título para cicatrizar la etapa más oscura de su rica historia. Tras 4 largos años y un descenso a la Serie B, LDU consiguió el séptimo título nacional con ese título se fueron para siempre 4 años de frustraciones, de jugar como nunca y perder como siempre, del doloroso descenso, del rápido ascenso y del intento de conseguir el título debido a un intento objetivo del club albo en el año 2002.

#### 2004: Gran campaña
Al año siguiente en 2004 con la presencia del seleccionado nacional Álex Aguinaga y el colombiano Elkin Murillo como principales refuerzos, LDU tuvo un espectacular desempeño en la fase de grupos de la Copa Libertadores, obteniendo un triunfo histórico hasta ese momento al derrotar 2 a 0 a Cobreloa en Calama (Chile), y de golear 3 a 0 al São Paulo de Brasil en su estadio. Lamentablemente para los intereses de LDU, el técnico Jorge Fossati fue llamado a dirigir la selección uruguaya, hecho que el estratega charrúa consideró ineludible, y dejó al equipo cuando se encontraba clasificado a octavos de final de la Copa Libertadores y en primer puesto en el Campeonato Ecuatoriano. En su reemplazo llegaría el uruguayo Daniel Carreño, con el que LDU enfrentó al Santos de Brasil por los octavos de final del mencionado torneo. LDU dio vuelta un partido que muchos creían perdido, ya que caía en su estadio 0 a 2 y terminó imponiéndose 4 a 2, desatando una enorme algarabía en su hinchada que hasta ahora considera ese partido como uno de los mejores en la historia del equipo. En el partido decisivo jugado en Brasil, Santos ganó 2 a 0 forzando otra definición por penales, en la que fallaría Alfonso Obregón, dejando eliminado al equipo.
Ese mismo año, Carreño deja la institución por malos resultados en la Copa Libertadores y campeonato nacional, y es el peruano Juan Carlos Oblitas quien comandaría al equipo en las instancias finales del torneo local. LDU entonces alcanzó el tercer lugar del campeonato ecuatoriano (clasificándose para la Copa Libertadores) y disputó la Copa Sudamericana llegando a semifinales del torneo después de vencer por un amplio marcador global al campeón vigente, Cienciano de Perú. De la Copa Sudamericana de ese año también se recuerdan las 2 victorias obtenidas por LDU en cuartos de final frente al Santos brasileño, la más importante conseguida en Vila Belmiro por un marcador de 1 a 2 a favor del equipo ecuatoriano, sin embargo LDU fue eliminado en las semifinales a manos del Bolívar de Bolivia.

#### Octava corona nacional 2005
Su octavo título llegaría en el Torneo Apertura 2005, ganó la etapa de 18 partidos todos contra todos, luego en los playoffs eliminó a Olmedo en cuartos de final, a Deportivo Cuenca en semifinales y en la final con un contundente 3 a 0 a Barcelona con goles de Carlos Espínola, Franklin Salas y Néicer Reasco. Guiados por Juan Carlos Oblitas, se conformó un equipo competitivo en todas sus líneas donde destacó la presencia del goleador Ariel Graziani que se consagró como segundo goleador del torneo, y los mediocampistas Roberto Palacios y Édison Méndez que formaron una dupla espectacular.

#### Plantilla mundialista 2006 y campeonato de 2007

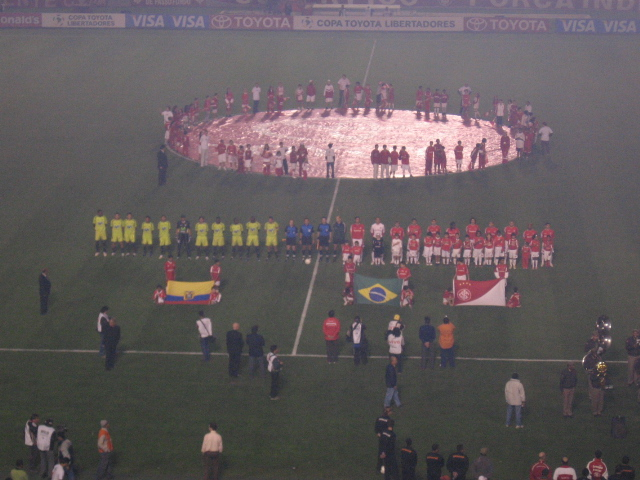
Internacional - LDU (Copa Libertadores 2006).

En el 2006 LDU conformaría un gran equipo: Christian Mora, arquero mundialista, al igual que Néicer Reasco, Paúl Ambrosi, Giovanny Espinoza, Patricio Urrutia, Édison Méndez y el histórico Agustín Delgado, se juntaban con Carlos Espínola y Enrique Vera, varias veces seleccionados paraguayos, y con el armador peruano Roberto Palacios, estrella destacada de la selección de la franja roja. Ese año LDU llegó a cuartos de final de Copa Libertadores donde fue eliminado por el Internacional de Porto Alegre de Brasil que terminaría por ser campeón del torneo, cabe recalcar que LDU fue el único equipo que le pudo ganar a este equipo brasileño durante la Copa Libertadores del 2006, lo hizo en Quito por el marcador de 2 a 1. En esa Copa también obtuvo resultados contundentes debido a un juego de equipo realmente espectacular. Goleó 5 a 0 al Rocha Fútbol Club de Uruguay, 4 a 0 al Universitario de Deportes del Perú y por el mismo marcador triunfó en su estadio ante el Atlético Nacional de Colombia, por los octavos de final de la máxima competición continental. También llegaría a mitad de ese año, el entrenador argentino Edgardo Bauza, que marcaría en el futuro un hecho histórico para el club y para el fútbol ecuatoriano.
Debido a la larga lista de jugadores que salieron al exterior, fruto de la destacada participación de Ecuador en la Copa Mundial de Fútbol Alemania 2006, y con algunos jugadores considerados fundamentales suspendidos, LDU tuvo que renovar su equipo para el año 2007. Edgardo Bauza pidió la contratación del delantero argentino Luis Miguel Escalada, que había sido goleador de la Serie A de Ecuador en el 2006 jugando para Emelec. También llegaron al equipo el defensa central de nacionalidad argentina Norberto Araujo y su compatriota José Vizcarra, el mismo que se iría sin éxito del equipo. Pese a todos estos aspectos negativos LDU hace una gran campaña y clasifica al hexagonal final. LDU alcanzó a ser campeón ese año siendo claramente superior al resto de equipos ecuatorianos. Una figura importante de este equipo fue Christian Lara jugador, que terminaría siendo considerado el mejor de la temporada en Ecuador.

#### Campeón de la Copa Libertadores 2008

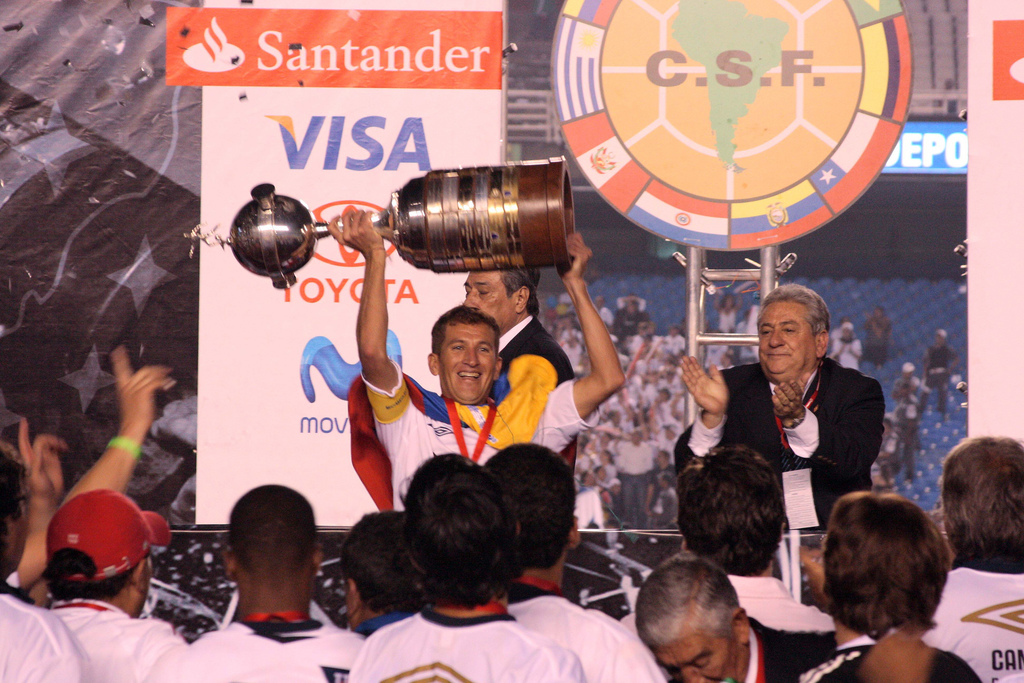
Patricio Urrutia, capitán de Liga en esa final, levantando la primera Libertadores de la historia de Liga de Quito.

LDU logró el campeonato en la Copa Libertadores 2008, primer título internacional para un equipo ecuatoriano alguno. En esta copa se enfrentó a importantes clubes del continente como Estudiantes de La Plata de Argentina, San Lorenzo de Almagro de Argentina, América de México y Fluminense de Brasil.
Después de derrotar a este último en la primera final en la Casa Blanca en Quito con un marcador de 4 a 2 y de perder en el mítico Maracaná de Río de Janeiro por 3 a 1, igualando la serie 5 a 5, vendría la prórroga, en la que Claudio Bieler anotaría un gol legítimo que no ascendió al marcador debido a una falla del juez de línea, y, posteriormente la definición en la tanda de penales que terminó 3 a 1 a favor de LDU, donde desempeñó un papel decisivo el guardameta José Francisco Cevallos. Las figuras importantes de este equipo fueron: Joffre Guerrón, el mejor jugador de la copa; Claudio Bieler, quién anotó importantes goles como el que le hizo a San Lorenzo en Buenos Aires; Luis Bolaños, quien fue el goleador del equipo; Damián Manso, Enrique Vera, Norberto Araujo, Patricio Urrutia, Renán Calle, Paúl Ambrosi y Jairo Campos, el director técnico del equipo fue Edgardo Bauza.
Durante su participación en esta copa LDU consiguió la mayor goleada de un equipo ecuatoriano sobre uno argentino con el 6 a 1 sobre Arsenal y también su primera victoria de visitante sobre un equipo argentino, con el 0 a 1 sobre Arsenal. Este triunfo, pese a ser el segundo de visita de un equipo ecuatoriano sobre uno argentino, es el primero que sirvió para que un equipo ecuatoriano consiguiese puntos importantes y de paso la clasificación a la siguiente fase.

#### Subcampeón en el Mundial de Clubes Japón 2008
La "U" logró su pase al Mundial de Clubes de la FIFA Japón 2008 al haber sido vencedor de la Copa Libertadores 2008. Su primer partido en este Mundial fue contra el Pachuca de México. A pesar de no llegar con el mismo equipo que se llevó la Copa Libertadores por transferencias y lesiones, especialmente sin dos jugadores claves para el título de la Copa Libertadores como fueron Joffre Guerrón y Enrique Vera, los ecuatorianos supieron acoplarse a tiempo. Los Albos mostraron un excelente fútbol, llevándose el partido con un claro 2 a 0.
LDU enfrentó en la final del Mundial de Clubes a Manchester United de Inglaterra, el cual venció al Gamba Osaka de Japón. Al término del partido, el resultado fue favorable para Manchester United con un gol marcado a los 73 minutos de juego en el Estadio Internacional de Yokohama por el atacante inglés Wayne Rooney. Este fue el último partido dirigido por Edgardo Bauza. En este partido se destacaron las actuaciones del guardameta ecuatoriano José Francisco Cevallos y del mediocampista argentino Damián Manso quien se consagró como el tercer mejor jugador del mundial.  
| Mundial de Clubes 2008 Subcampeón | Mundial de Clubes 2008 Subcampeón |
| --------------------------------- | --------------------------------- |

#### Campeón de la Recopa Sudamericana 2009

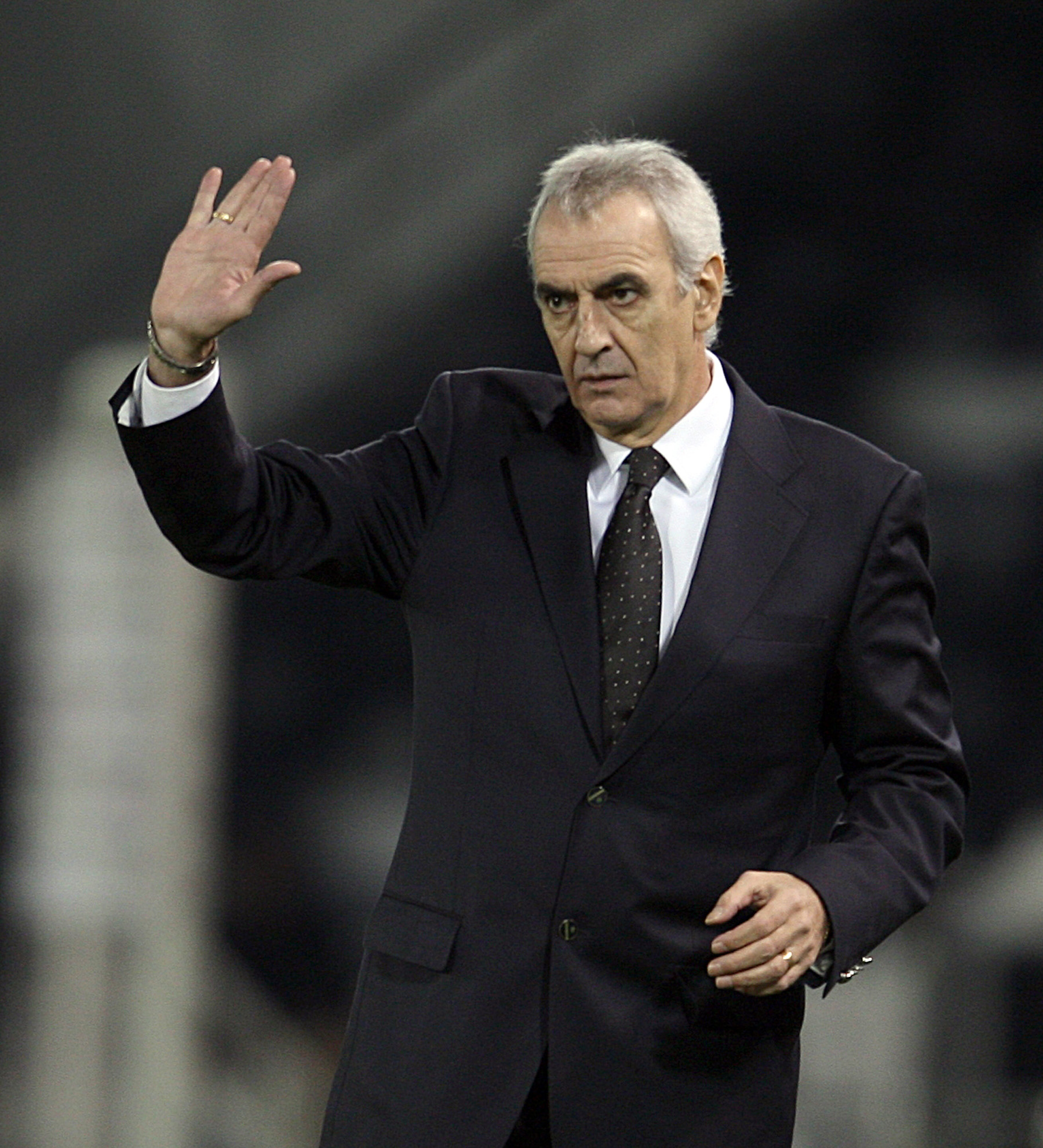
Fossati, director técnico de LDU en 2009.

Como campeón de la Copa Libertadores 2008, LDU obtuvo el derecho a participar en la Recopa Sudamericana contra el vencedor de la Copa Sudamericana 2008, el Internacional de Brasil. El 25 de junio de 2009 se jugó el partido de ida en el Estadio Beira-Rio en Porto Alegre. LDU se llevó una importante victoria por 0 a 1 de suelo brasileño gracias a un gol conseguido por Claudio Bieler en el segundo tiempo. El 9 de julio se disputó la vuelta en la Casa Blanca. Tras un excelente desempeño el equipo local derrotó al visitante por 3 a 0, con goles de Carlos Espínola y Claudio Bieler en el primer tiempo, siendo el tercero anotado por Enrique Vera en la etapa final, dejando el marcador global 4 a 0. Con esta victoria LDU se aseguró el título de la Recopa Sudamericana, el segundo título internacional en la historia del club y de cualquier equipo de fútbol profesional ecuatoriano.

#### Campeón de la Copa Sudamericana 2009
Después de derrotar a equipos como Libertad de Paraguay, Lanús de Argentina y Vélez Sarsfield de Argentina, en la semifinal Liga Deportiva Universitaria goleó por un lapidario 7 a 0 al River Plate uruguayo en la Casa Blanca en Quito, y de esta forma pudo repetir la final que lo consagró como Campeón de la Copa Libertadores de América ante Fluminense de Brasil, esta vez en la Copa Sudamericana.
En la semifinal el equipo de Jorge Fossati superó a River Plate de Uruguay con tres goles del argentino Claudio Bieler, uno del paraguayo-ecuatoriano Carlos Espínola, otro del juvenil local Miller Bolaños, uno más de Édison Méndez y otro de Ulises de la Cruz, los campeones de la Recopa Sudamericana de 2009 firmaron su paso a la final de la octava edición del certamen.
LDU había caído por 2 a 1 en el encuentro de ida disputado en Montevideo, pero nadie esperaba que el equipo revelación del certamen sería humillado al recibir tan abultada goleada.
El 25 de noviembre se jugaría la primera final contra un rival conocido, el Fluminense de Brasil, Liga Deportiva Universitaria demostró un gran nivel de juego con 3 goles de Édison Méndez, 1 de Franklin Salas y otro de Ulises de la Cruz, LDU ganó 5 a 1 en la ida.
En el partido de vuelta el 2 de diciembre LDU se encontraría con un Fluminense que iba con todo buscando remontar el marcador, aprovechando la temprana expulsión del experimentado jugador del equipo albo, Ulises de la Cruz; el partido terminó con un marcador de 3 a 0 a favor de Fluminense, pero en el global quedarían 5 a 4 consagrándose de esta forma campeón de la Copa Sudamericana 2009, siendo así el primer y único equipo ecuatoriano en lograr este torneo. Además de ser uno de los seis únicos equipos del continente en ganar los tres torneos continentales junto con Boca Juniors, River Plate, Internacional de Porto Alegre, Independiente y São Paulo.

### Década de los 2010

#### Subcampeón en la Copa Suruga Bank 2010
Al obtener la Copa Sudamericana 2009, LDU ganó el derecho a disputar la Copa Suruga Bank y nuevamente la Recopa Sudamericana. Su rival en la recopa sería Estudiantes de La Plata, equipo argentino campeón de la Copa Libertadores 2009. y en la Copa Suruga Bank 2010 jugó ante el campeón japonés el FC Tokyo. En este encuentro, LDU cayó por penales ante el FC Tokyo de Japón, quedando subcampeón de este torneo, siendo así la primera vez que el equipo japonés, vencía al suramericano.

#### Campeón de la Recopa Sudamericana 2010
El partido de ida se disputó el 25 de agosto en la Casa Blanca en Quito, en donde LDU ganó por 2 a 1 con dos goles de Hernán Barcos para LDU y uno de Marcos Rojo para Estudiantes, como dato curioso se da que los tres goles de este partido se marcaron en los 16 primeros minutos.
El 8 de septiembre se jugó el partido de vuelta en el Estadio Centenario en Quilmes, el partido acabó empatado a cero goles, LDU tuvo un planteamiento impecable, con la idea de mantener la ventaja conseguida en Quito y teniendo como figura a su portero José Francisco Cevallos, quien reemplazó a Alexander Domínguez, arquero titular que sufrió una lesión durante los entrenamientos previos al partido.
Con un marcador global de 2 a 1 a favor de LDU, se consagró campeón de la Recopa Sudamericana 2010 siendo así la segunda vez consecutiva en ganar el torneo.

#### Campeón 2010: décima estrella nacional
En 2010 el campeonato ecuatoriano se disputó en dos etapas y los ganadores de cada una se enfrentaron en las finales de diciembre. Emelec ganó la primera etapa y LDU la segunda, la final de ida se jugó en el Casa Blanca de Quito el 5 de diciembre, ese partido lo ganó LDU 2 a 0, ambos goles de Miller Bolaños a los 50' y 90' minutos, el partido de vuelta se jugó el 12 de diciembre en el estadio Capwell, a pesar de la derrota por 1 a 0 culminó el Campeonato Nacional coincidiendo con el décimo título, dado el marcador global de 2 a 1. El equipo fue comandado por el argentino Edgardo Bauza y tuvo como figuras a Norberto Araujo, Ulises de la Cruz, Jorge Guagua, Miller Bolaños, Hernán Barcos, Juan Manuel Salgueiro, entre otros.
En la Copa Sudamericana de ese año, LDU participó como campeón defensor, empezando su campaña desde Octavos de final, ronda en la que eliminó a Unión San Felipe de Chile, luego dejó fuera a Newell's Old Boys de Argentina pero, después de un global de 4 - 4, fue eliminado en semifinales por los goles de visitante del Independiente argentino que a la postre sería campeón.

#### Subcampeón de la Copa Sudamericana 2011
LDU en la Copa Sudamericana 2011 eliminó en primera fase a Yaracuyanos de Venezuela, en segunda fase a Trujillanos, también de Venezuela, en octavos de final a Independiente de Argentina, en cuartos de final a Libertad de Paraguay y en semifinales a Vélez Sarsfield de Argentina. Las finales las disputó ante Universidad de Chile equipo que ganó ambas, la primera en Quito por 1 a 0 y la segunda en Santiago por 3 a 0.
Previamente, en la Copa Libertadores 2011, LDU había sido colocado en el denominado Grupo de la muerte, junto a Independiente y Godoy Cruz de Argentina y a Peñarol de Uruguay, destacándose las goleadas por 3 - 0 y 5 - 0 a Independiente y Peñarol respectivamente. LDU clasificó primero del grupo pero fue eliminado por el argentino Vélez Sarsfield que sería semifinalista.
Pese a la buena campaña internacional del club ese año, en el campeonato nacional ocupó el tercer lugar en la tabla acumulada de puntos del certamen, posición que le obligó a disputar una ronda de desempate por el tercer puesto contra El Nacional. Los dos partidos tuvieron lugar entre las finales de Copa Sudamericana, con un equipo mezclado con juveniles y desgastado, LDU perdió de visitante por 2 -1 y empató en su estadio 1 -1. Estos resultados le otorgaron finalmente el cuarto lugar del campeonato, cuestión que lo dejó sin participación en la Copa Libertadores 2012.

#### Campañas irregulares y discretas (2012-2014)
En el 2012, LDU tuvo una campaña irregular en el primer semestre del año, acabando sexto en la primera etapa del campeonato ecuatoriano pero mejorando un poco en la segunda y siendo finalmente tercero en la tabla acumulada de puntos. El equipo debe jugar una vez más una ronda de desempate, esta vez por el segundo lugar, contra Emelec de Guayaquil. LDU perdería ambos partidos por 2 - 1 en Quito y 1 - 0 de visitante, quedándose con el tercer lugar, clasificando a la primera fase de la Copa Libertadores 2013 pero sin un cupo para la Copa Sudamericana del mismo año.
LDU jugó la fase preliminar de la Libertadores 2013 contra el Grêmio de Porto Alegre de Brasil. LDU ganó el partido de ida en Quito por 1 - 0 y perdió por el mismo marcador en Porto Alegre, llevando el encuentro a los penales, instancia donde el club brasileño se llevaría la clasificación por 5 - 4.
En el Campeonato Ecuatoriano de Fútbol 2013, LDU realizó una buena primera etapa, quedando segundo detrás de Emelec aunque con un juego irregular. Sin embargo, para la segunda etapa, el rendimiento cayó, terminando noveno en la tabla y sexto en la tabla acumulada de puntos de ambas etapas, quedándose sin participación internacional para el 2014 y concretándose la salida del histórico DT Edgardo Bauza y la llegada de Luis Zubeldía.
Para el Campeonato Ecuatoriano de Fútbol 2014, el DT Luis Zubeldía pide al jugador uruguayo Jonathan Ramis y a los argentinos Gerardo Alcoba y Diego Morales, quienes destacaron en la renovación de la plantilla. Durante el primer semestre de ese año, el equipo realiza una Primera Etapa regular y se ubica en el 5.º lugar de la tabla a 15 puntos del primero. Sin embargo, durante la Segunda Etapa (segundo semestre del año), el rendimiento del equipo mejora y termina ubicándose en el 4.º lugar, a 8 puntos del primero y peleando hasta los últimos partidos por ganar dicha Etapa. Aunque al final del torneo el equipo acabó en 4.º lugar general (sumatoria de ambas etapas), esto le sirvió para clasificarse a la Copa Sudamericana 2015, retornando así a un torneo internacional después de una temporada.

#### 2015: Subcampeón nacional
Los dirigentes de LDU finalmente decidieron renovar al DT Luis Zubeldía; retuvieron a Diego Morales, aunque cedieron por 1 año a Gerardo Alcoba y traspasaron a Jonathan Ramis, ambos al fútbol mexicano; contrataron por 1 año al que fuera goleador de la Serie A de Ecuador en las temporadas 2011 y 2012 Narciso Mina, a los defensores Luis Romero y José Quinteros, al mediocampista Michael Jackson Quiñónez y al delantero Miller Castillo. El equipo gozó de una línea defensiva excelente durante la Primera Etapa (primer semestre) del Campeonato Ecuatoriano de Fútbol 2015, en la cual, de los 22 partidos jugados, estuvo invicto en los primeros 20. Estos resultados permitieron al equipo ganar dicha Etapa, clasificándose así a la final del torneo.
Emelec resultó ganador de la segunda etapa de la temporada 2015 del campeonato nacional, causando que ambos equipos deban disputar el título de campeón de la temporada. La final de ida se jugó en el Estadio Reales Tamarindos de Portoviejo el 16 de diciembre de 2015, con una derrota de 3-1. El partido de vuelta se jugó en el Estadio Casa Blanca el 20 de diciembre de 2015, con un resultado de 0-0 en la capital del país. Liga resulta como subcampeón y clasifica a la Copa Libertadores 2016.

#### 2016-2017: Campañas irregulares
La dirigencia contrata al experimentado ex-seleccionador chileno Claudio Borghi esperando ser el reemplazo adecuado para Liga, siendo la dirigencia la que le otorgaría una plantilla de mejor calidad que las de años anteriores, contratando en especial al mejor jugador de la temporada 2015, Brahian Alemán, sin embargo salió tres meses después, por los malos resultados y el pésimo rendimiento. Su lugar fue ocupado por el uruguayo Álvaro Gutiérrez quién mejoró al equipo en ubicaciones pero no en rendimiento, lo mismo sucedió con Álex Aguinaga, el tercer técnico contratado para una misma temporada. El equipo nunca encontró su juego, haciendo una mala temporada, aunque logrando clasificar a la Copa Sudamericana 2017. El equipo ocupó el 5.º lugar del Campeonato Ecuatoriano de Fútbol 2016; su participación en la Copa Libertadores tampoco fue buena.
Al año siguiente, la dirigencia contrató al entrenador uruguayo Gustavo Munúa. Entre los jugadores contratados para la nueva temporada estuvo el experimentado Hernán Barcos, que al final de la temporada 2017 se proclamó goleador del torneo con 21 goles. Sin embargo, Munúa salió tras la derrota ante el Delfín, que a la postre se clasificó a la final del campeonato y a la Copa Libertadores. Su lugar fue ocupado por el exjugador albo Franklin Salas, quién dirigió 1 solo partido en la última fecha de la primera etapa ante Clan Juvenil, siendo reemplazado posteriormente por el exentrenador de otro equipo de Pichincha, Independiente del Valle, el charrúa Pablo Repetto. Si bien el equipo tuvo una temporada irregular, logró clasificar a la Copa Sudamericana 2018 al ganar en el repechaje con Técnico Universitario (Campeón de la Serie B 2017) por el marcador global de 5 a 4. El equipo ocupó el 8.º lugar del Campeonato Ecuatoriano de Fútbol 2017, con 54 puntos. Su participación en la Copa Sudamericana fue buena, en primera fase eliminó al Defensor Sporting de Uruguay y en segunda fase eliminó al Bolívar de Bolivia, pero en octavos de final fue eliminado por Fluminense de Brasil debido a la regla del gol de visitante. Hernán Barcos fue elegido mejor delantero de la Serie A en la VIII edición de los Premios Bichito del Fútbol organizado por Claro (única entidad que otorga reconocimientos de esta índole en el fútbol ecuatoriano).

#### Centenario y undécima estrella nacional
Para el Campeonato Ecuatoriano de Fútbol 2018, la dirigencia contrató a los defensas ecuatorianos Franklin Guerra y Anderson Ordóñez, proveniente Eintracht Frankfurt de Alemania, y al argentino Hernán Pellerano; a los laterales ecuatorianos Christian Cruz y Edison Realpe; a los centrocampistas ecuatorianos Jefferson Orejuela del Fluminense de Brasil y Fernando Guerrero; al golero argentino Adrián Gabbarini; y a los ofensivos Gastón Rodríguez Maeso, uruguayo proveniente de Peñarol, y al colombiano Cristian Martínez Borja, entre otros jugadores; además de retener al goleador argentino Hernán Barcos y de mantener como DT al uruguayo Pablo Repetto.
La campaña de Liga durante la Primera Etapa fue una de las más destacadas en sus participaciones bajo esta modalidad de campeonato, fue el equipo con la defensa menos batida junto con Sociedad Deportiva Aucas, vio su valla caer en 18 oportunidades, marcó 32 goles a favor, perdió cuatro partidos y fue el equipo con más victorias en la etapa, 14 veces ganó el cuadro albo. En esa Primera Etapa Hernán Barcos fue goleador y mayor asistidor del equipo, además del ecuatoriano Juan Anangonó que hizo goles importantes entrando al cambio, el arquero Adrián Gabbarini se destacó atajando penales importantes como ante El Nacional, Macará y Emelec en Guayaquil. El punto de inflexión para finalmente ganar la etapa fue la doble victoria ante Barcelona SC en Quito 2 -1 y en Guayaquil 0 - 1, arrebatándole el liderato en ese momento. La Segunda Etapa estuvo marcada por la partida de Hernán Barcos, capitán, goleador y asistidor del equipo; en cuanto al rendimiento fue el equipo con menos derrotas (3) y el que más empates consiguió (10), pero finalmente ocupó el tercer lugar, forzándose una final ante el Club Sport Emelec (ganador de la Segunda Etapa) por cuarta vez en la historia de la Serie A.
Durante el mes de octubre de ese año se rindió homenaje al Sport Club Universitario, nombre original con el que se fundó de forma amateur el equipo de Liga Deportiva Universitaria en la Universidad Central del Ecuador el 23 de octubre de 1918. Se elaboró un uniforme especial, idéntico al usado por primera vez en 1918, que se utilizó durante el resto de la temporada, inclusive en las finales.
Para la final de ida jugada en Guayaquil en el Estadio George Capwell el 12 de diciembre, LDU alineó con: Adrián Gabbarini en el arco; José Quintero, Hernán Pellerano, Franklin Guerra y Christian Cruz en la defensa; Jefferson Intriago (capitán) y Jefferson Orejuela en contención; Fernando Guerrero y los hermanos canteranos Anderson y Jhojan Julio en mediocampo ofensivo; y Juan Anangonó en la delantera (entraron al cambio Kevin Minda, Cristian Martínez Borja y Edison Vega). El partido finalizó 1 - 1, anotando Brayan Angulo para Emelec y Anderson Julio para LDU, ante 35 mil espectadores. El partido de vuelta se jugó el 16 de diciembre en el Estadio Rodrigo Paz Delgado de Quito, con LDU alineando exactamente de la misma manera que en el partido de ida, con la particularidad de que los jóvenes Kevin Minda y Edison Realpe debieron reemplazar a los zagueros centrales titulares Hernán Pellerano y Franklin Guerra, respectivamente, por lesiones, apenas jugados 26 minutos del encuentro. Ante 42 mil espectadores, todos hinchas blancos, el partido finalizó con victoria de LDU 1 - 0, siendo el gol anotado nuevamente por Anderson Julio. De esta manera, con un global de 2 - 1, Liga Deportiva Universitaria obtiene la "estrella" número 11 en su historia en el Campeonato Ecuatoriano de Fútbol, además de vencer por tercera ocasión al Club Sport Emelec en encuentros directos por la definición de un título, rompiendo el dominio de los equipos de Guayaquil durante seis años consecutivos y acabando con una sequía de siete años sin títulos del dominio de los equipos de Quito.
En el acumulado de las dos Etapas de la temporada fue el equipo que menos goles recibió y más partidos ganó, finalizando en el primer lugar. El goleador del equipo de todo el año fue Juan Anangonó con 16 goles (4 goles en la primera y 12 en la segunda) siendo el goleador titular del equipo en la segunda mitad de año, pues en la primera etapa el goleador del equipo fue Hernán Barcos con 9 goles. Adrián Gabbarini fue elegido mejor arquero y mejor jugador de la temporada, Franklin Guerra fue elegido mejor defensa y el DT Pablo Repetto fue elegido mejor entrenador por los Premios Bichito del Fútbol organizado por Claro. LDU no perdió ningún partido jugado en la ciudad de Guayaquil.
La participación en la Copa Sudamericana 2018 fue buena, venció en la Primera Fase al Club Deportivo Guabirá de Bolivia por la regla del gol de visitante tras vencer en Quito 2 -1 y perder en Montero 3 - 2. En la Segunda Fase elimina al Club de Regatas Vasco da Gama de Brasil tras vencer 3 - 1 en Quito y perder 1 - 0 en Río de Janeiro. En los octavos de final su participación termina luego de perder por la vía de definición por penales ante el Deportivo Cali de Colombia, luego de ganar 1 - 0 en Quito y perder por el mismo marcador en Palmira. El goleador del equipo en la Copa fue Juan Anangonó, que obtuvo 3 anotaciones en 5 partidos jugados y Anderson Julio fue el máximo asistente del torneo, junto con otros jugadores, debido a sus 3 pases gol.

#### 2019: Campeón de la Copa Ecuador y Quinto Subcampeón nacional
Para la temporada 2019, ahora llamada LigaPro, el equipo se desprendió de jugadores campeones el año anterior como Jonathan Borja, Fernando Guerrero y Gastón Rodríguez Maeso y se hace con jugadores como los defensas  Carlos Rodríguez de Uruguay y Nicolás Freire de Argentina, los centrocampistas ecuatorianos Roberto Garcés, José Luis Cazares, Adolfo Muñoz, Jacob Murillo, José Manuel Ayoví y Andrés Chicaiza (elegido mejor volante de la temporada anterior), además del delantero uruguayo Rodrigo Aguirre proveniente de Botafogo de Brasil y a la leyenda Antonio Valencia que llegaba después de su paso por Manchester United y mantuvo al DT uruguayo Pablo Repetto. LDU participa en calidad de Campeón Ecuatoriano en la Copa Libertadores 2019 donde fue emparejado con Peñarol de Uruguay, Flamengo de Brasil y San José de Oruro de Bolivia.
En la Primera Etapa, que en ese año era una fase de todos contra todos con 30 jornadas, Liga tuvo una campaña irregular terminando 6.º lugar a 13 puntos de líder que era Macará, lo que le sirvió para clasificar a la Segunda Etapa que eran Play-offs de ida y vuelta entre los ocho mejores equipos de la Primera Etapa. Los Play-offs comenzaron desde cuartos de final y a Liga le tocó jugar contra Universidad Católica que quedó en 3.º lugar en la tabla general. La ida quedó 2-3 a favor de Universidad Católica y la vuelta la ganó Liga con un resultado de 2-0 remontando el global que quedó en 4-3 a favor de LDU y accediendo a las semifinales contra Aucas. En las semifinales, la ida quedó 1-3 a favor de LDU y la vuelta quedó en empate 0-0 clasificando a Liga a la final de la Serie A de Ecuador 2019 contra Delfín Sporting Club.
En la Copa Ecuador empezó en dieciseisavos de final, A Liga le tocó jugar contra La Gloria, la ida quedó en 5-0 a favor de LDU y la vuelta terminó en empate 0-0 dándole la clasificación a octavos de final a Liga por un global de 5-0. En octavos de final le tocó jugar contra el Alianza, la ida terminó en empate 0-0 y la vuelta la ganó Liga por 5-1 clasificando a cuartos de final por un global de 5-1. En cuartos de final le tocó jugar contra el Aucas, tanto la ida como la vuelta quedaron en empate 0-0 y en los penales ganó LDU por 4-2 pasando a las semifinales. En semifinales le tocó jugar contra Emelec, la ida la ganó Liga 2-0, sin embargo Emelec ganó la vuelta 2-0 empatando el global que terminó en 2-2 y en los penales Liga terminó ganando por 5-4 y clasificando a la gran final de la Copa Ecuador. En la final le tocó con el Delfín Sporting Club, en la ida LDU ganó por 2-0, en la vuelta Delfín no se rindió y le ganó a Liga por 3-1 empatando el global a 3-3, pero no fue suficiente y Liga por la regla del gol de visitante se coronó campeón por primera vez en su historia de la Copa Ecuador y clasificó a la Supercopa de Ecuador.
En la Copa Libertadores, Liga hizo una buena campaña. En fase de grupos le tocó en el grupo de Peñarol, Flamengo y San José, destacándose las victorias de 2-1 y 4-0 ante Flamengo y San José respectivamente. Liga pasó segundo del grupo pasando a octavos de final. En octavos de final le tocó el Olimpia de Paraguay, en la ida en Quito LDU ganó por 3-1 y la vuelta en Asunción terminó en empate clasificando a Liga a cuartos de final. En cuartos le tocó contra Boca Juniors de Argentina, en la ida en Quito Boca Juniors ganó 3-0 a Liga y la vuelta en Buenos Aires terminó en empate a 0-0 dando por terminado la participación de LDU de la Copa Libertadores 2019.

### Década de los 2020

#### 2020: Campeón de la Supercopa Ecuador y Sexto Subcampeón nacional.
Para la temporada 2020, En el primer semestre, Liga se desprendió de jugadores campeones del año anterior como: Hernán Pellerano, Anderson Julio, Jacob Murillo, Julio Angulo, Jefferson Orejuela, José Ayoví y José Cazares y trajo refuerzos como: los defensas ecuatorianos Moisés Corozo y Pedro Perlaza, los mediocampistas Junior Sornoza y Luis Arce de Ecuador, Matías Zunino de Uruguay y Lucas Villarruel de Argentina y a los delanteros ecuatorianos Billy Arce, Marcos Caicedo, Ronny Medina y el colombo-ecuatoriano Davinson Jama y mantuvo al DT uruguayo Pablo Repetto.
Como resultado de haber ganado la Copa Ecuador 2018-19, Liga clasificó a la Supercopa de Ecuador 2020 donde se enfrentó en una final en terreno neutral contra el campeón de la Serie A de Ecuador 2019. El 1 de febrero en el Estadio Christian Benítez